# العلاقات الأفغانية السويدية
العلاقات الأفغانية السويدية هي العلاقات الثنائية التي تجمع بين أفغانستان والسويد.

## مقارنة بين البلدين
هذه مقارنة عامة ومرجعية للدولتين:
| وجه المقارنة                                              | أفغانستان                    | السويد                                                                               |
| --------------------------------------------------------- | ---------------------------- | ------------------------------------------------------------------------------------ |
| المساحة (كم2)                                             | 652.23 ألف                   | 450.30 ألف                                                                           |
| عدد السكان (نسمة)                                         | 34.94 مليون                  | 10.16 مليون                                                                          |
| الكثافة السكانية (ن./كم²)                                 | 53.57                        | 22.56                                                                                |
| العاصمة                                                   | كابل                         | ستوكهولم                                                                             |
| اللغة الرسمية                                             | اللغة البشتوية، اللغة الدرية | اللغة السويدية، لغات السامي، اللغة الفنلندية، منكيلي، اللغة الرومنية، اللغة اليديشية |
| العملة                                                    | أفغاني                       | كرونة سويدية                                                                         |
| الناتج المحلي الإجمالي (بليون دولار)                      | 20.82 مليار                  | 538.04 مليار                                                                         |
| الناتج المحلي الإجمالي (تعادل القوة الشرائية) بليون دولار | 62.62 مليار                  | 469.01 مليار                                                                         |
| الناتج المحلي الإجمالي الاسمي للفرد دولار أمريكي          | 594                          | 50.58 ألف                                                                            |
| الناتج المحلي الإجمالي للفرد دولار أمريكي                 | 1.93 ألف                     | 45.30 ألف                                                                            |
| مؤشر التنمية البشرية                                      | 0.479                        | 0.907                                                                                |
| رمز المكالمات الدولي                                      | +93                          | +46                                                                                  |
| رمز الإنترنت                                              | .af                          | .se                                                                                  |
| المنطقة الزمنية                                           | ت ع م+04:30                  | توقيت وسط أوروبا، ت ع م+01:00، ت ع م+02:00، أوروبا/ستوكهولم ‏                         |

## منظمات دولية مشتركة
يشترك البلدان في عضوية مجموعة من المنظمات الدولية، منها:
| علم المنظمة | اسم المنظمة                               | تاريخ انضمام أفغانستان | تاريخ انضمام السويد |
| ----------- | ----------------------------------------- | ---------------------- | ------------------- |
|             | وكالة ضمان الاستثمار متعدد الأطراف        | 16 يونيو 2003          | 12 أبريل 1988       |
|             | منظمة الشرطة الجنائية الدولية             | ?                      | ?                   |
|             | منظمة حظر الأسلحة الكيميائية              | ?                      | ?                   |
|             | الأمم المتحدة                             | 19 نوفمبر 1946         | 19 نوفمبر 1946      |
|             | مؤسسة التمويل الدولية                     | 23 سبتمبر 1957         | 20 يوليو 1956       |
|             | يونسكو                                    | 4 مايو 1948            | 23 يناير 1950       |
|             | مؤسسة التنمية الدولية                     | 2 فبراير 1961          | 24 سبتمبر 1960      |
|             | بنك التنمية الآسيوي                       | 1966                   | 1966                |
|             | البنك الدولي للإنشاء والتعمير             | 14 يوليو 1995          | 31 أغسطس 1951       |
|             | المركز الدولي لتسوية المنازعات الاستشارية | 25 يوليو 1968          | 28 يناير 1967       |
|             | الاتحاد البريدي العالمي                   | ?                      | ?                   |
|             | الاتحاد الدولي للاتصالات                  | 12 أبريل 1928          | 1866                |

## وصلات خارجية
- موقع وزارة الخارجية الأفغانية
- موقع وزارة الخارجية السويدية